# Коростовиці
Коростовиці (рос. Коростовицы) — присілок у Волосовському районі Ленінградської області Російської Федерації.
Населення становить 24 особи. Належить до муніципального утворення Бегуницьке сільське поселення.

## Історія
Від 1 серпня 1927 року належить до Ленінградської області.

## Населення
| 1838 | 1848 | 1862 | 1965 | 1997 | 2007 | 2010 |
| ---- | ---- | ---- | ---- | ---- | ---- | ---- |
| 192  | ↘116 | ↗208 | ↘113 | ↘27  | ↘17  | ↗24  |
| 2017 |      |      |      |      |      |      |
| →24  |      |      |      |      |      |      |